# Korytnica (gmina)
Korytnica – gmina wiejska w województwie mazowieckim, w powiecie węgrowskim. W latach 1975–1998 gmina położona była w województwie siedleckim.
Siedziba gminy to Korytnica.
Według danych z 30 czerwca 2004 gminę zamieszkiwało 6828 osób.

## Struktura powierzchni
Według danych z roku 2002 gmina Korytnica ma obszar 180,54 km², w tym:
- użytki rolne: 78%
- użytki leśne: 14%

Gmina stanowi 14,81% powierzchni powiatu.

## Demografia

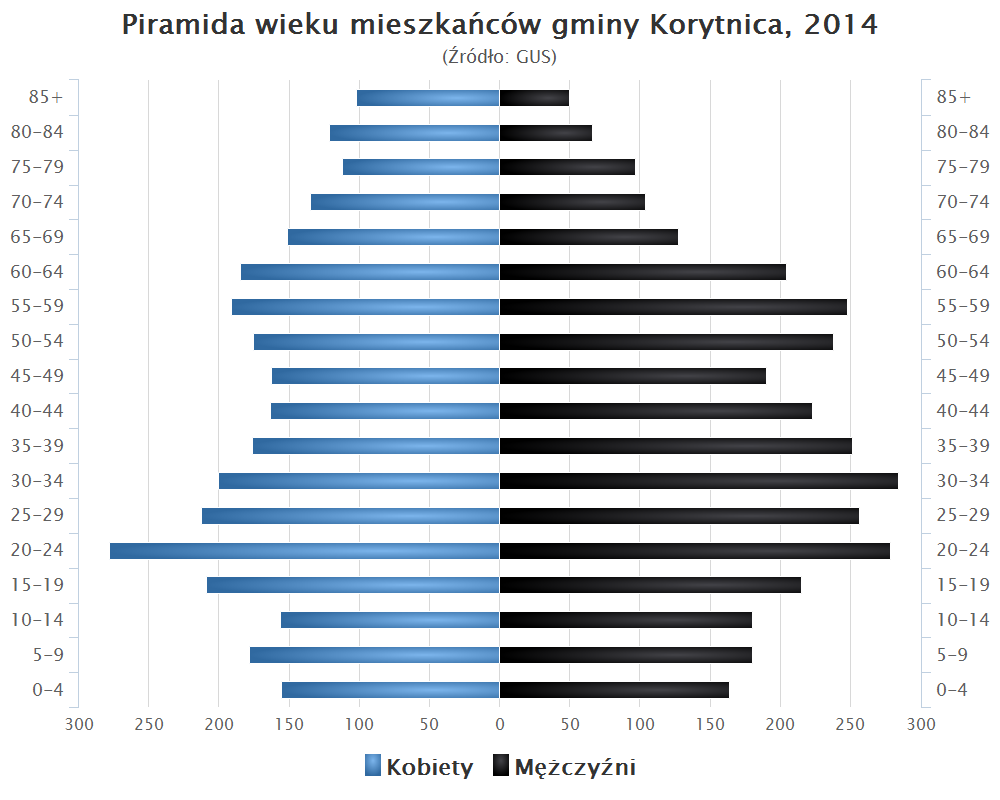
Piramida wieku mieszkańców gminy Korytnica w 2014 roku

Dane z 30 czerwca 2004:
| Opis                              | Ogółem | Ogółem | Kobiety | Kobiety | Mężczyźni | Mężczyźni |
| --------------------------------- | ------ | ------ | ------- | ------- | --------- | --------- |
| Jednostka                         | osób   | %      | osób    | %       | osób      | %         |
| Populacja                         | 6828   | 100    | 3258    | 47,7    | 3570      | 52,3      |
| Gęstość zaludnienia [mieszk./km²] | 37,8   | 37,8   | 18      | 18      | 19,8      | 19,8      |

## Honorowi obywatele
- Arkadiusz Kołodziejczyk

## Sołectwa
Adampol, Bednarze, Chmielew, Czaple, Dąbrowa, Decie, Górki Borze, Górki-Grubaki, Górki Średnie, Jaczew, Jugi, Kąty, Korytnica, Kruszew, Kupce, Leśniki, Lipniki, Maksymilianów, Nojszew, Nowy Świętochów, Paplin, Pniewnik, Połazie Świętochowskie, Rabiany, Rąbież, Roguszyn, Rowiska, Sekłak, Sewerynów, Stary Świętochów, Szczurów, Trawy, Turna, Wielądki, Wola Korytnicka, Wypychy, Zakrzew, Zalesie, Żabokliki, Żelazów.

## Sąsiednie gminy
Dobre, Jadów, Liw, Łochów, Stoczek, Strachówka, Wierzbno.